# Pedolingwistyka
Pedolingwistyka – dział językoznawstwa zajmujący się badaniem mowy i jej rozwoju u dzieci.